# Placówka Straży Celnej „Tłukomy”

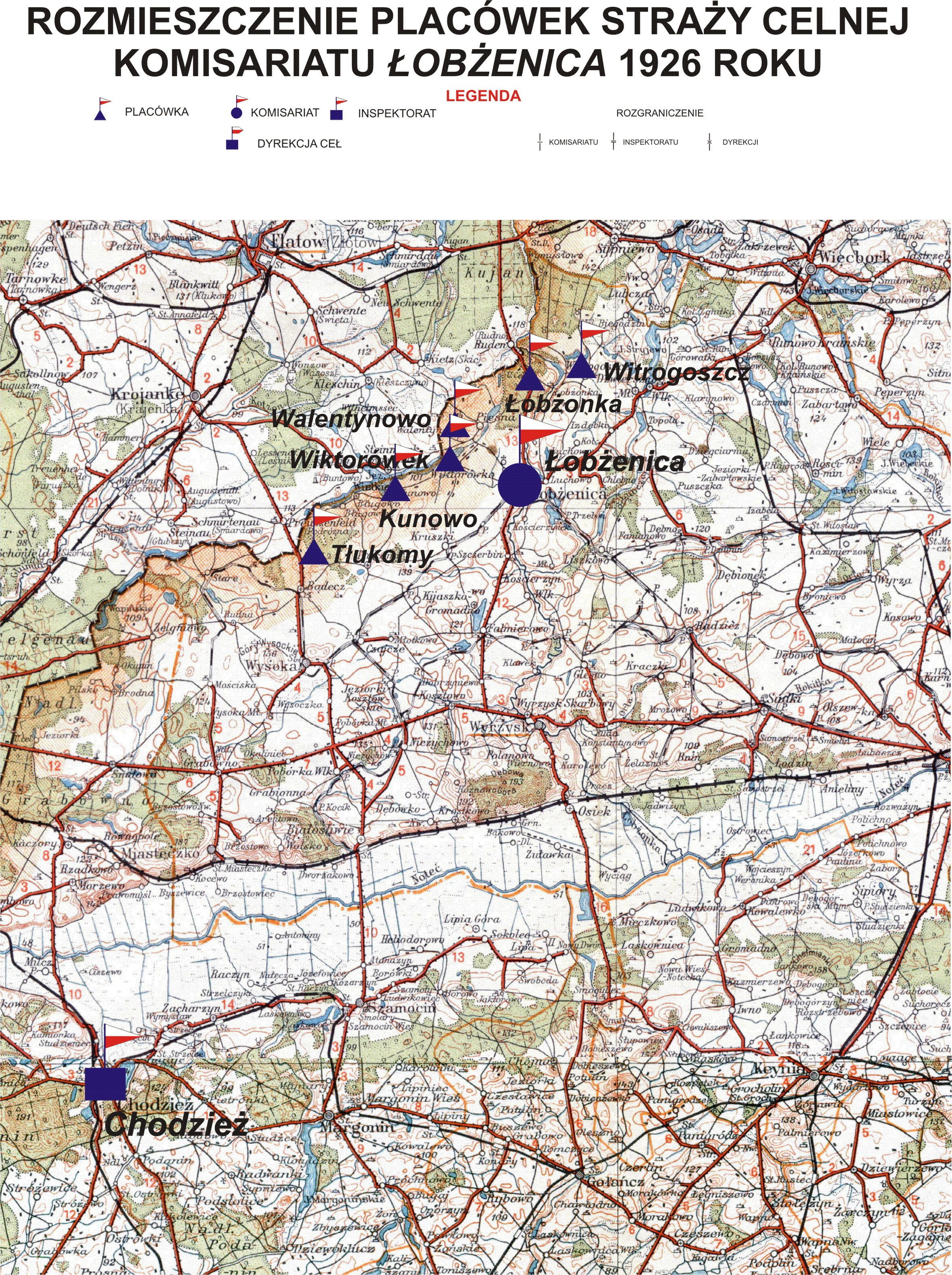
Rozmieszczenie placówek Straży Celnej komisariatu „Łobżenica”

Placówka Straży Celnej „Tłukomy” – jednostka organizacyjna Straży Celnej pełniąca w okresie międzywojennym służbę ochronną na granicy polsko-niemieckiej.

## Formowanie i zmiany organizacyjne
Na wniosek Ministerstwa Skarbu, uchwałą z 10 marca 1920 roku, powołano do życia Straż Celną. Od połowy 1921 roku jednostki Straży Celnej rozpoczęły przejmowanie odcinków granicy od pododdziałów Batalionów Celnych. Proces tworzenia Straży Celnej trwał do końca 1922 roku. Placówka Straży Celnej „Tłukomy” weszła w podporządkowanie komisariatu Straży Celnej „Łobżenica” z Inspektoratu SC „Międzychód”.
W drugiej połowie 1927 roku przystąpiono do gruntownej reorganizacji Straży Celnej. W praktyce skutkowało to rozwiązaniem tej formacji granicznej. Ochronę północnej, zachodniej i południowej granicy państwa przejęła powołana z dniem 2 kwietnia 1928 roku Straż Graniczna. W strukturach nowo powstałej formacji nie odtworzono placówki „Tłukomy”.

## Funkcjonariusze placówki
Kierownicy placówki
| stopień    | imię i nazwisko, numer  | okres pełnienia służby | kolejne stanowisko |
| ---------- | ----------------------- | ---------------------- | ------------------ |
| przodownik | Nikodem Wąchalski (426) | był w 1926             |                    |

Obsada personalna placówki w 1926:
- przodownik Nikodem Wąchalski (426)
- strażnik Stanisław Nawrot (199)
- strażnik Władysław Żuchowski (232)
- strażnik Stefan Gładyszewski (1741)
- strażnik Leon Sakerski (1017)
- strażnik Antoni Strycharski (3292)